# Martha Kneale
Martha Kneale (geborene Hurst; * 1909; † 2. Dezember 2001) war eine britische Philosophin und Logikhistorikerin. Bekanntheit wurde sie durch die gemeinsam mit ihrem Mann William Kneale verfasste Geschichte der formalen Logik The Development of Logic (1962), die bis heute als Standardwerk auf diesem Gebiet gilt.

## Leben und Werk
Martha Hurst Kneale wurde als Martha Hurst in Skipton, Yorkshire geboren. Nachdem sie ihr Studium 1929–33 am Somerville College, Oxford mit dem B.A. abgeschlossen hatte, ging sie zunächst in die USA, wo sie zuerst Graham Kenan-Fellow an der University of North Carolina war (bis 1934) und anschließend graduate fellow am renommierten Bryn Mawr College in Pennsylvania. Im Jahr 1936 ging sie als Lehrbeauftragte für Philosophie in Lady Margaret Hall nach Oxford zurück und erwarb einen Master’s degree. Dort heiratete sie 1938 William Kneale, der damals bereits Fellow am Exeter College Oxford war. Die Kinder der beiden sind der Statistiker George Kneale und die Philosophin Jane Heal. 1966 wurde Husrt Kneale zum Fellow ernannt, im Jahr 1996 wurde sie emeritiert.
Hurst Kneale war Mitglied der Society for Psychical Research und der Aristotelian Society und beschäftigte sich theoretisch mit der Erforschung außer-sinnlicher Wahrnehmung und ihrer Bedeutung für die Philosophie des Geistes. Höher geschätzt werden jedoch ihre Beiträge zur Geschichte der Logik. Für das monumentale The Development of Logic, an dem sie und ihr Mann von 1947 bis 1957 arbeiteten, verfasste sie vor allem die Kapitel über die Logik der griechischen Antike.

## Veröffentlichungen (Auswahl)
- Martha Hurst: Can the Law of Contradiction be Stated Without Reference to Time? In: The Journal of Philosophy, 1934, Vol. 31, No. 19, S. 518–525.
- Martha Hurst: Implication in the Fourth Century BC. In: Mind, 1935, vol.44, S. 485–495.
- Martha Hurst: Logical Necessity and Metaphysical Necessity. In: Proceedings of the Aristotelian Society, 1937–1938, vol. 38.
- Martha Hurst Kneale: Is Psychical Research Relevant to Philosophy? In: Proceedings, Aristotelian Society, 1950, Supplementary volume 24.
- Martha Hurst Kneale: Time and Psychical Research. In: Proceedings of Four Conferences of Parapsychological Studies. 1957.
- Martha Kneale, William C. Kneale: The Development of Logic. Clarendon Press, Oxford 1962. 2. Auflage: 1984, ISBN 0-19-824773-7, Google-Buchseitenvorschau
- Martha Kneale: Our Knowledge of the Past and of the Future. In: Proceedings of the Aristotelian Society, 1971/1972, Vol. 72, S. 1–12.
- Martha Kneale: What Is the Mind-Body Problem? In: Proceedings of the Aristotelian Society, 1949/1950, Vol. 50, S. 105–122.